# Sicista kazbegica
Sicista kazbegica là một loài động vật có vú trong họ Dipodidae, bộ Gặm nhấm. Loài này được Sokolov, Baskevich, & Kovalskaya mô tả năm 1986.